# Mary Santpere
Pour les articles homonymes, voir Sant Pere.
María Santpere Hernáez, connue sous le nom de Mary Santpere, née à Barcelone le 1er septembre 1913 et morte le 23 septembre 1992 à Madrid, est une artiste catalane, actrice, humoriste, chanteuse et meneuse de revue.

## Biographie
Fille de la danseuse classique Rosa Hernáez i Esquirol (1887-1964) et de Josep Santpere i Pei (1875-1939), célèbre acteur et homme d'affaires de la Barcelone des années 30, Mary triomphe très tôt au théâtre, au cinéma, à la radio, à la télévision, tant en catalan qu'en espagnol.
Elle est connue comme « La Reine du Parallèle», du nom de la célèbre avenue du divertissement à Barcelone, l'Avenue du Parallèle. Elle connaît également le succès à Paris.
Pionnière en Europe de l'entertainment, malgré la censure de l'Espagne franquiste, l'un de ses dons est de divertir en ayant la volonté de faire rire le public.
En 1992, juste avant son décès, elle joue dans le film Krapatchouk d'Enrique Gabriel. 
Elle était alors pressentie pour jouer le rôle de la grand-mère dans la série de télévision, culte en Espagne, Pharmacie de garde, mais décède durant le vol depuis Barcelone qui devait l'amener à signer le contrat à Madrid, le 23 septembre de cette année-là.

## Filmographie

### Cinéma
- 1943 : Boda accidentada de Antonio Román : L'étrangère
- 1944 : Fin de curso de Antonio Román : La donzelle
- 1944 : Cabeza de hierro d'Agustín Navarro
- 1945 : Ángela es así de Antonio Román : Doña Cloefé
- 1946 : Un ladrón de guante blanco de Rafael Gil : Ernestina
- 1948 : Conflicto inesperado de Juan de Orduña : Conchita De La Mata
- 1948 : Canción mortal d'Antonio del Amo
- 1949 : Vida en sombras de José María Forn : Doncella
- 1950 : Cita con mi viejo corazón de Giuseppe Maria Scotese
- 1954 : Once pares de botas de Luis García Berlanga : Camarera
- 1956 : Veraneo en España d'Edmond T. Gréville et Fernando Palacios : Marilyn Kerrigan
- 1958 : El hincha de Fernando Méndez : Doña Amalia
- 1959 : Miss Cuplé de Radford Crawley : María Marco
- 1962 : Detective con faldas de Terence Young : Oscar J. Bennett
- 1968 : La viudita ye-yé d'Eduardo Manzanos Brochero : Doña Lupe
- 1968 : La 'mini' tía de José María Forn : Clotilde de Clo
- 1970 : Le clan des gangsters de José María Forn : Dorothy
- 1972 : La liga no es cosa de hombres de Pedro Lazaga : Tía de Coqui
- 1976 : La ville brûlée d'Antoni Ribas : Mère de Rull-Artós
- 1977 : ¡Bruja, más que bruja! de José María Forn : Tía Larga
- 1977 : La mujer es un buen negocio de Javier Aguirre : Empleada de Alma
- 1978 : Préstamela esta noche de José Luis García Sánchez : Rosa
- 1981 : El vicari d'Olot de Ventura Pons : Mère Bigotis
- 1982 : Los embarazados d'Eduardo Campoy : Mère de Jorge
- 1982 : Las aventuras de Zipi y Zape de Miguel Ángel Bernardo : Tía Aniceta
- 1982 : Le llamaban J.R. de José Luis Madrid : Eli
- 1985 : Como Pedro por su casa de Rafael Gil
- 1986 : La rossa del bar de Nanni Loy : Dependenta
- 1992 : Makinavaja, el último choriso de José Luis García Sánchez : La Maru

### Télévision
- 1970-1971 : La casa de los Martínez : Gracia
- 1974 : El pícaro de Rafael Moreno Alba : Polonia
- 1979-1980 : Quitxalla
- 1980-1981 : Mare i fill, societat limitada de Jaume Peracaula : Mariona Rebull
- 1985 : Un, dos, tres... ensaïmades i res més : Bàrbara
- 1985 : Don Juan itinerante : Brígida
- 1986-1987 : Amor... salut i feina : Maria Claustre
- 1987-1990 : Aquesta nit o mai : Veïna
- 1988 : Majòrica
- 1992 : Krapatchouk : Cornélia

### Films non crédités
- 1938 : Paquete, el fotógrafo público número uno
- 1939 : Los cuatro robinsones

## Récompenses
- Croix de Saint-Georges (1984) du gouvernement catalan.

## Postérité

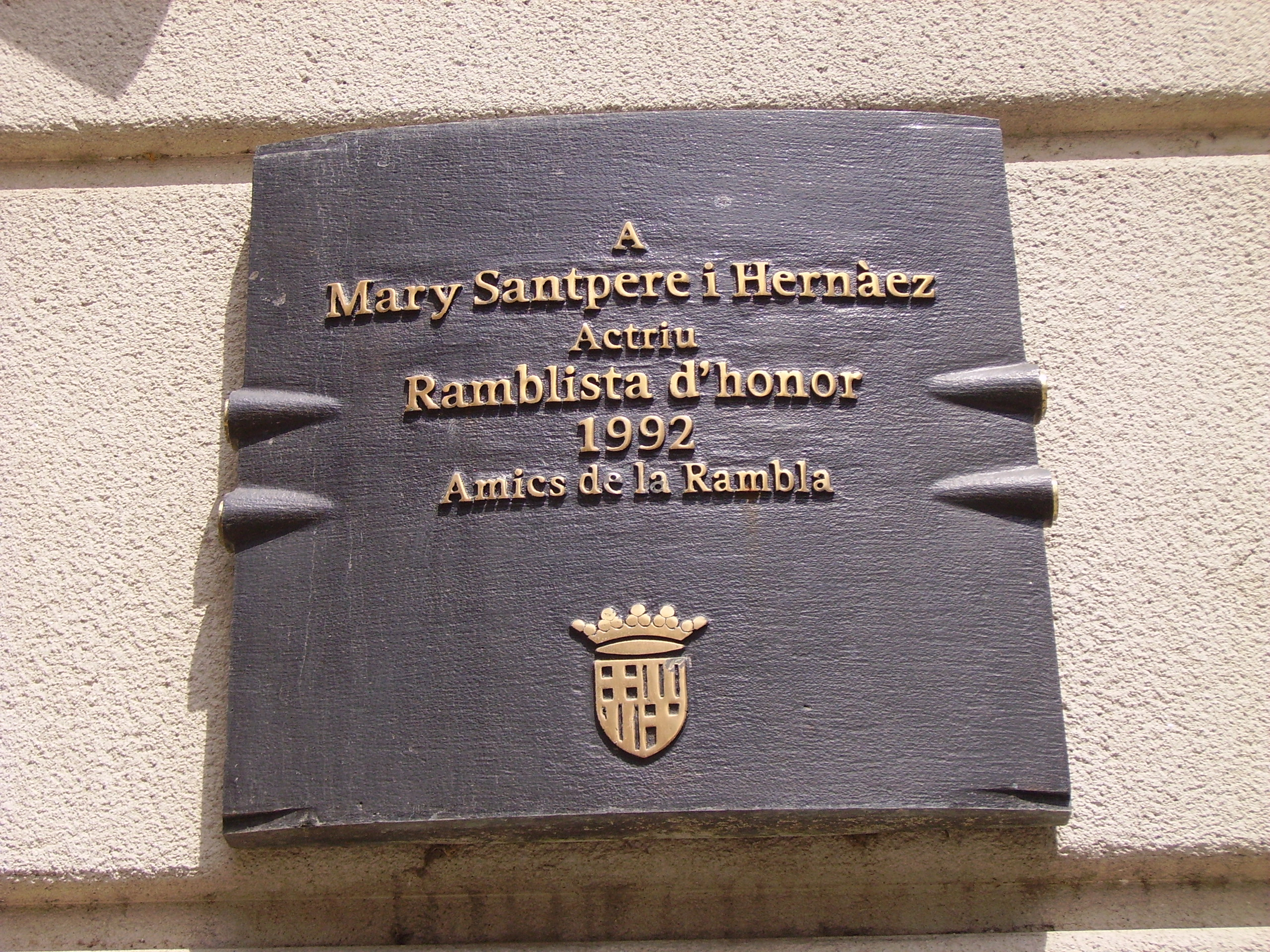
Plaque commémorative sur la Rambla, à Barcelone.

- Sa sépulture se situe dans le Cimetière du Poblenou de Barcelone[10], l'un des cimetières les plus touristiques de la ville, accueillant les sépultures de nombreuses personnalités et la célèbre sculpture le Baiser de la Mort de Jaume Barba.

- Un monument est érigé sur la Rambla[11] en la mémoire de la famille Santpere[12].
- Une plaque commémorative est inaugurée en 1993 spécialement pour Mary Santpere sur la populaire avenue de la capitale catalane, à hauteur du Palais de la Virreina[13].
- Le fonds Mary Santpere est conservé au Centre de Documentació i Museu de les Arts Escèniques (en français : Centre de documentation et Musée des Arts scéniques), institution de Barcelone consacrée aux arts de la scène[14].